# Ringen van ijs
Ringen van ijs (Engels: Rings of Ice) is een sciencefictionroman uit 1977 van de Amerikaanse schrijver Piers Anthony.

## Synopsis
Als een grote ring van ijs de aarde omringt, begint het te regenen en grote overstromingen overspoelen de wereld. Gus en Tatch begeven zich in een mobilhome steeds hoger en hoger in de bergen om het stijgende waterpeil te ontvluchten. Onderweg pikken ze Karen, Floy, "Dust Devil", en "Foundling" op in hun geïmproviseerde Ark van Noach. Maar ze zijn niet de enigen die krampachtig proberen om droog land, voedsel en brandstof te vinden. Diefstal, plundering, moord en kannibalisme worden gebruikt om te overleven.